# 博伊科人
博伊科人（Бойки），又稱高地人，是居住在烏克蘭和波蘭喀爾巴阡山脈地區的一個烏克蘭族民系，和蘭科人及胡楚爾人比鄰而居。他們使用烏克蘭語方言，擁有自己獨特的民俗。1947年维斯瓦河行动被强制迁徙至今波兰东部。